# 恋人をつくる100の方法
『恋人をつくる100の方法』（こいびとをつくるひゃくのほうほう）は、小林深雪原作、かわちゆかり作画の漫画作品。及び漫画作品を原作に朝日放送を制作局としてテレビ朝日系列で放送されたテレビドラマ。

## 概要
母親と娘が繰り広げる、ラブコメディ。
女子高校生・美亜は、母親でお天気キャスターの美砂樹と2人暮らし。家事全般が苦手な母に代わり、家事を一手に引き受けている。そんな美亜にも、初恋が訪れた。相手は美亜が通う高校で、美亜の担任教師・日比野。超ハンサムで、女子生徒たちからの人気が高い。ある日美亜は、離婚した父・宏伸に喫茶店で日比野への恋について相談する。偶然、喫茶店の窓から日比野の姿が見え、宏伸に「あの人だ」と話すが、日比野が連れていた女性を見て、2人が驚愕。日比野の恋人は、美砂樹だったのだ。これがきっかけで、母娘間の恋のバトルが始まり…

## ドラマ
1995年2月14日から3月21日までに放送された。全6回。

### キャスト
- 美砂樹：名取裕子
- 日比野：加勢大周
- 美亜：小林恵
- 宏美：雛形あきこ
- 宏伸：地井武男
- 柏原崇
- 阿知波悟美

### スタッフ
- 原作：小林深雪、かわちゆかり
- 脚本：桃井章、武上純希、今井詔二
- 演出：鈴木一平、大井利夫
- プロデューサー：浦井孝行
- 音楽：菊田めぐ
- 制作：ABC、国際放映

### テーマ曲
- オープニング - 「ZAP!ZAP!ZAP!」小林恵
- エンディング - 「私たちらしいルール」Wink
- 挿入歌 - 「ロード〜第三章」THE 虎舞竜

### サブタイトル
| 各話  | 放送日        | サブタイトル                 |
| ----- | ------------- | ---------------------------- |
| 第1話 | 1995年2月14日 | 母娘の恋愛戦争               |
| 第2話 | 1995年2月21日 | 大粒小粒！涙作戦             |
| 第3話 | 1995年2月28日 | 高校教師の変身               |
| 第4話 | 1995年3月7日  | 強引!!先生が我が家へ         |
| 第5話 | 1995年3月14日 | 恋に暴走                     |
| 第6話 | 1995年3月21日 | 泣きたい！激しい恋の結末は？ |

### ネット局
| 放送対象地域  | 放送局           | 系列           | 備考                      |
| ------------- | ---------------- | -------------- | ------------------------- |
| 近畿広域圏    | 朝日放送         | テレビ朝日系列 | 制作局 現・朝日放送テレビ |
| 関東広域圏    | テレビ朝日       | テレビ朝日系列 |                           |
| 北海道        | 北海道テレビ     | テレビ朝日系列 |                           |
| 青森県        | 青森朝日放送     | テレビ朝日系列 |                           |
| 宮城県        | 東日本放送       | テレビ朝日系列 |                           |
| 秋田県        | 秋田朝日放送     | テレビ朝日系列 |                           |
| 山形県        | 山形テレビ       | テレビ朝日系列 |                           |
| 福島県        | 福島放送         | テレビ朝日系列 |                           |
| 新潟県        | 新潟テレビ21     | テレビ朝日系列 |                           |
| 長野県        | 長野朝日放送     | テレビ朝日系列 |                           |
| 静岡県        | 静岡朝日テレビ   | テレビ朝日系列 |                           |
| 石川県        | 北陸朝日放送     | テレビ朝日系列 |                           |
| 中京広域圏    | 名古屋テレビ     | テレビ朝日系列 |                           |
| 広島県        | 広島ホームテレビ | テレビ朝日系列 |                           |
| 山口県        | 山口朝日放送     | テレビ朝日系列 |                           |
| 香川県 岡山県 | 瀬戸内海放送     | テレビ朝日系列 |                           |
| 福岡県        | 九州朝日放送     | テレビ朝日系列 |                           |
| 長崎県        | 長崎文化放送     | テレビ朝日系列 |                           |
| 熊本県        | 熊本朝日放送     | テレビ朝日系列 |                           |
| 大分県        | 大分朝日放送     | テレビ朝日系列 |                           |
| 鹿児島県      | 鹿児島放送       | テレビ朝日系列 |                           |

| 朝日放送制作・テレビ朝日系 火曜ドラマ                 | 朝日放送制作・テレビ朝日系 火曜ドラマ                 | 朝日放送制作・テレビ朝日系 火曜ドラマ |
| 前番組                                                | 番組名                                                | 次番組                                |
| ----------------------------------------------------- | ----------------------------------------------------- | ------------------------------------- |
| 八神くんの家庭の事情 (1994年10月12日 - 1995年2月7日） | 恋人をつくる100の方法 (1995年2月14日 - 1995年3月21日) | SALE! (1995年4月18日 - 1995年6月27日) |